# Passione (musica)
La Passione è un genere vocale strumentale della musica sacra barocca. Utilizza coro, solisti e orchestra. Narra la passione di Cristo, cioè gli avvenimenti inerenti agli ultimi momenti della sua vita: arresto, morte e resurrezione. Tale narrazione, in latino Passio, ha origine nei Vangeli. Etimologicamente deriva dal verbo latino patior, "patire" = "soffrire". 
Il più grande compositore di passioni è stato Johann Sebastian Bach (Passione secondo Giovanni, 1724; Passione secondo Matteo, 1727).
In epoca moderna il genere è stato ripreso nel 1966 con la composizione Passio et mors Domini nostri Jesu Christi secundum Lucam del compositore polacco Krzysztof Penderecki.
La Passione, o Orologio della Passione, è anche un canto tradizionale tipico delle Marche e del centro Italia. Suonando di casa in casa nel periodo pasquale, i cantori ripercorrono tutte le fasi della vita di Gesù.  È un canto che dimostra lo stretto rapporto tra musica popolare e musica colta. Si pensa infatti che la Passione affondi le radici nella “Lauda Drammatica” del 1200 di Jacopone da Todi in quanto testi e musica sono molto simili.